# Маковецкая, Людмила Георгиевна
Маковецкая Людмила Георгиевна (род. 16 ноября 1948 года, с. Александродар Доманевского района Николаевской области Украины) — советская и украинская певица (лирико-колоратурное сопрано), актриса Киевского национального академического театра оперетты. Народная артистка Украинской ССР (1985).

## Биография
Людмила Георгиевна Маковецкая родилась 16 ноября 1948 в селе Александродар Доманевского района Николаевской области. Маленькой девочкой переехала с родителями в с. Кропивницкое, где её отдали в музыкальную школу учиться игре на скрипке. В школе Людмила Маковецкая пела в хоре. После школы поступила учиться на дирижерско-хоровое отделение Кировоградского музыкального училища, которое закончила в 1968 году. Училась в классе педагога С. Дорогого.
Впоследствии поступила учиться в Киевскую консерваторию (ныне Национальная музыкальная академия Украины имени П. И. Чайковского). Ее педагогом по консерватории была народная артистка Украины Христич Зоя Петровна. По окончании учебы, с 1972 года Людмила Маковецкая работала в Киевском национальном академическом театре оперетты. Кроме работы в театре, она пела в концертном дуэте с Александром Трофимчуком. В 1970—1980 годах их концертная деятельность принесла исполнителям зрительское признание. Фирмой «Мелодия» были изданы две пластинки дуэта «Как поступила любовь» (1983) и «Зорі викупані в щасті» (Зори, выкупанные в счастье) (1987). Ими напеты для записи народные песни, авторские песни, классика.
В разное время выступала в США, Канаде, Аргентине, Уругвае, Германии, Польше, Италии, Югославии, Англии, Австрии, Греции.
На сцене театра оперетты Людмила Маковецкая исполняла партии в спектаклях:
- «Майская ночь», «Ночь в Венеции» И. Штрауса.
- «Такое еврейское счастье» И. Поклада.
- «Огни рампы», «Веселая вдова» Ф. Легара.
- «Сильва», «Баядера», «Принцесса цирка» И. Кальмана.

В 2011 году выступала в спектакле «За двумя зайцами» В. Ильина и В. Лукашова.

## Награды и звания
- Народная артистка Украинской ССР (1985).
- Орден Княгини Ольги III степени (1998)[3].
- Орден Княгини Ольги II степени (2014)[4].